# Afon Marteg
O Afon Marteg é um rio em Powys, Gales. Possui cerca de 15 km de comprimento, flui aproximadamente para o sudoeste para confluir com o Rio Wye em Pont Marteg, em 5 km acima de Rhayader.
A pesca está disponível, com licenças apropriadas, para pescar Salmo trutta, Squalius cephalus, Dace comum, Thymallus thymallus e Esox. No outono, acontece a desova de salmão.